# Счастливый билет
Счастли́вый биле́т — поверье и математическое развлечение, основанное на нумерологической игре с номером проездного билета.

## Описание
Счастливым считается полученный в общественном транспорте билет, в шестизначном номере которого сумма первых трёх цифр совпадает с суммой трёх последних. Общее число шестизначных номеров, порождающих счастливые билеты, равно 55251 (55252, если учитывать билет с номером 000000), то есть в среднем примерно один билет из восемнадцати является счастливым. Также существует определение «счастливости», согласно которому совпадать должны не сами суммы, а их числовые корни (или, эквивалентно, остатки при делении на 9) — в таком случае счастливых билетов больше.
Игры с использованием счастливых билетов часто применяются в школе для обучения детей арифметике. Однако со счастливыми билетами связаны и более серьёзные математические задачи, поскольку последовательные номера билетов представляют собой числовую последовательность.
Счастливые билеты бывают объектом коллекционирования, поскольку сохранение билета считается необходимым условием для того, чтобы он выполнил свою функцию — принёс удачу. Другой путь привлечь удачу с помощью такого билета — это его съесть (как съедают, например, пятилепестковый цветок сирени), или же загадать желание, разорвать билет по горизонтали и выпустить его через левое плечо.

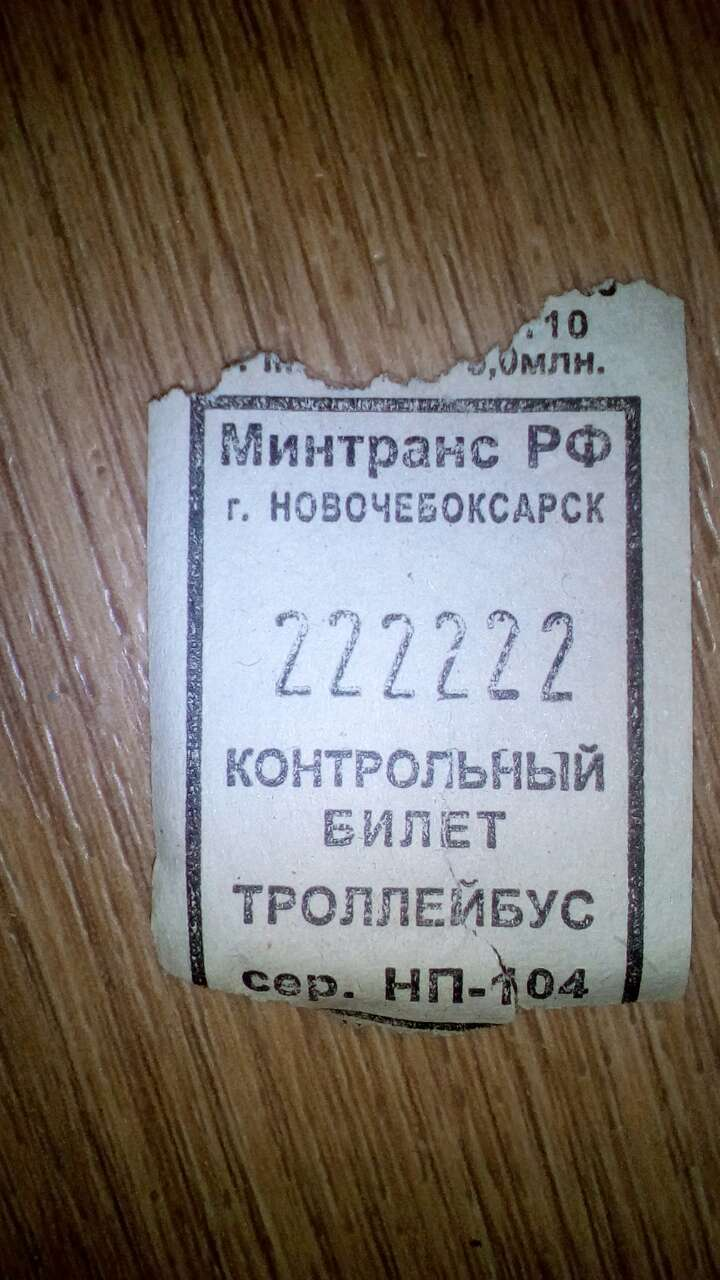
Счастливый билет 222222, Новочебоксарск
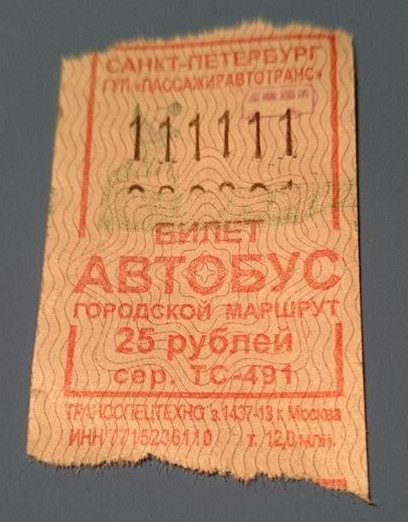
Редкий счастливый билет, Санкт-Петербург, 2014 год
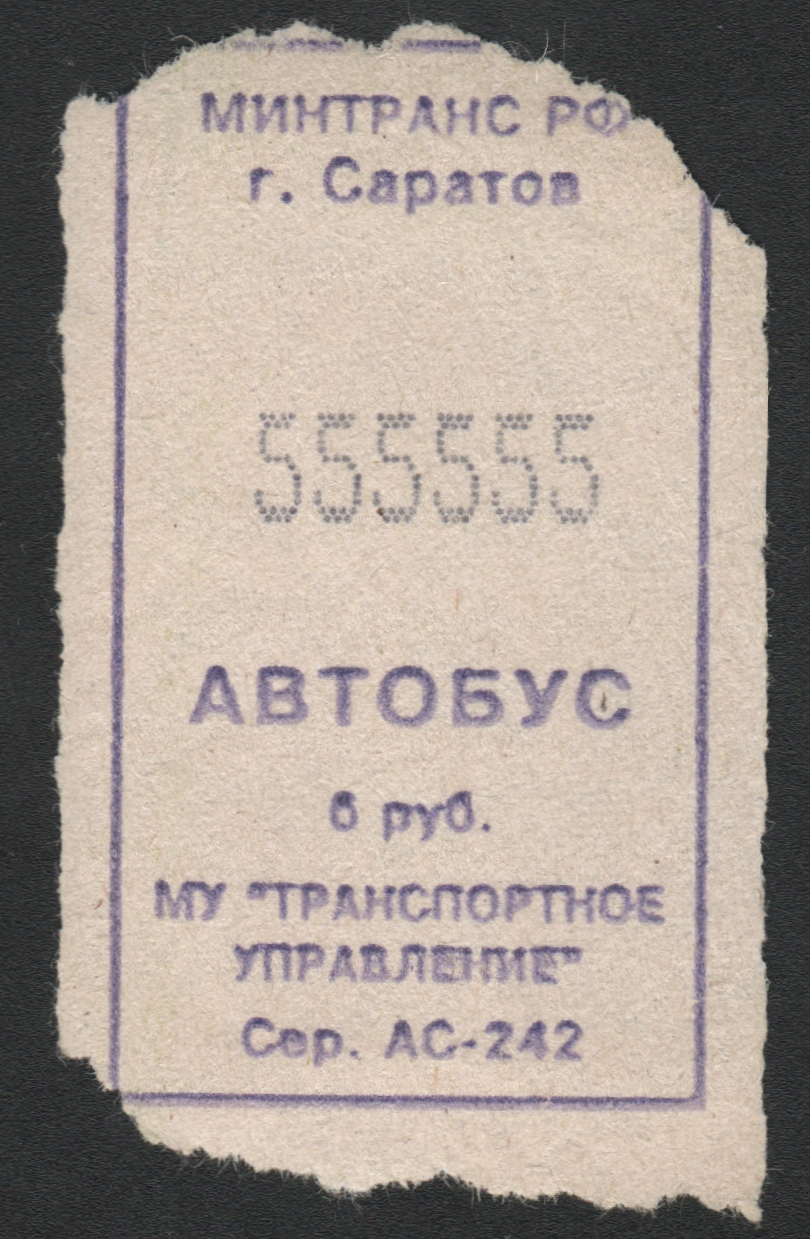
Счастливый билет с редким сочетанием цифр, Саратов, 2008 год
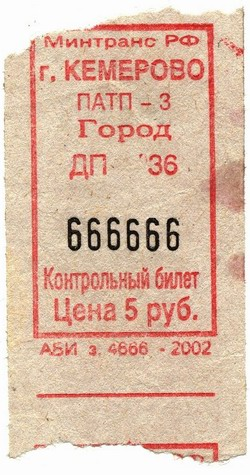
Счастливый билет с редким сочетанием цифр, Кемерово, 2004 год
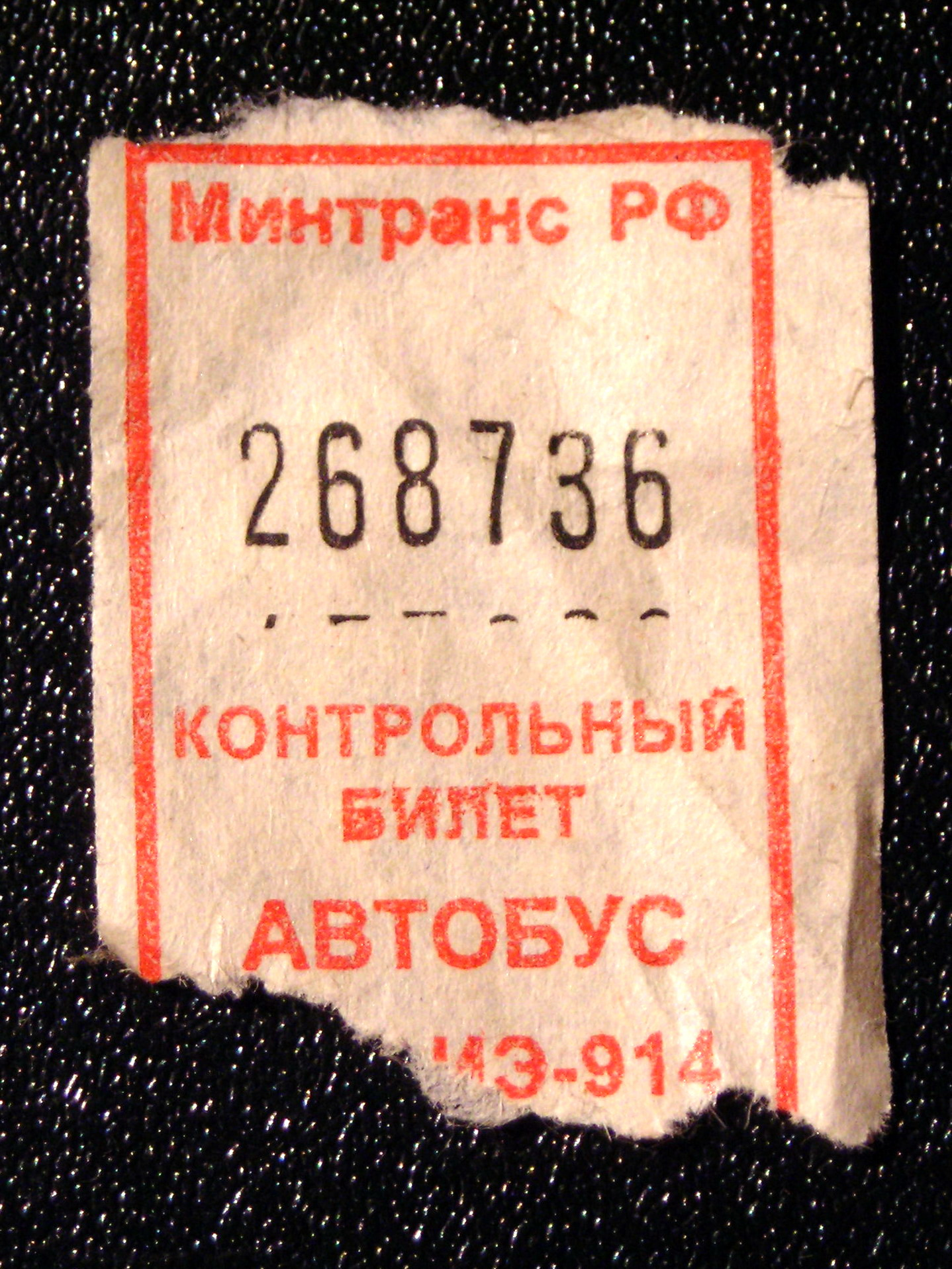
Счастливый билет номер 268736
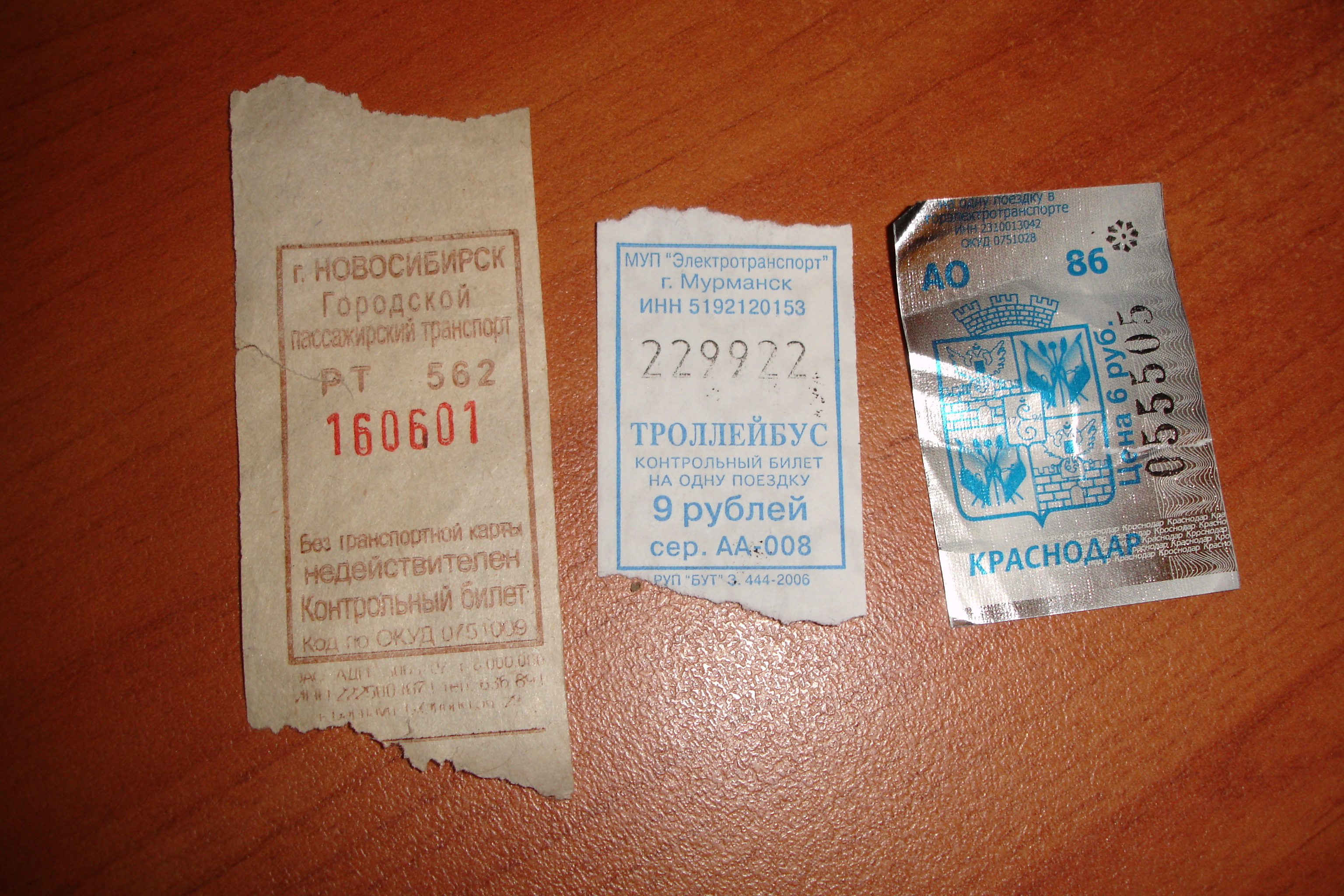
Счастливые билеты в Новосибирске, Мурманске и Краснодаре
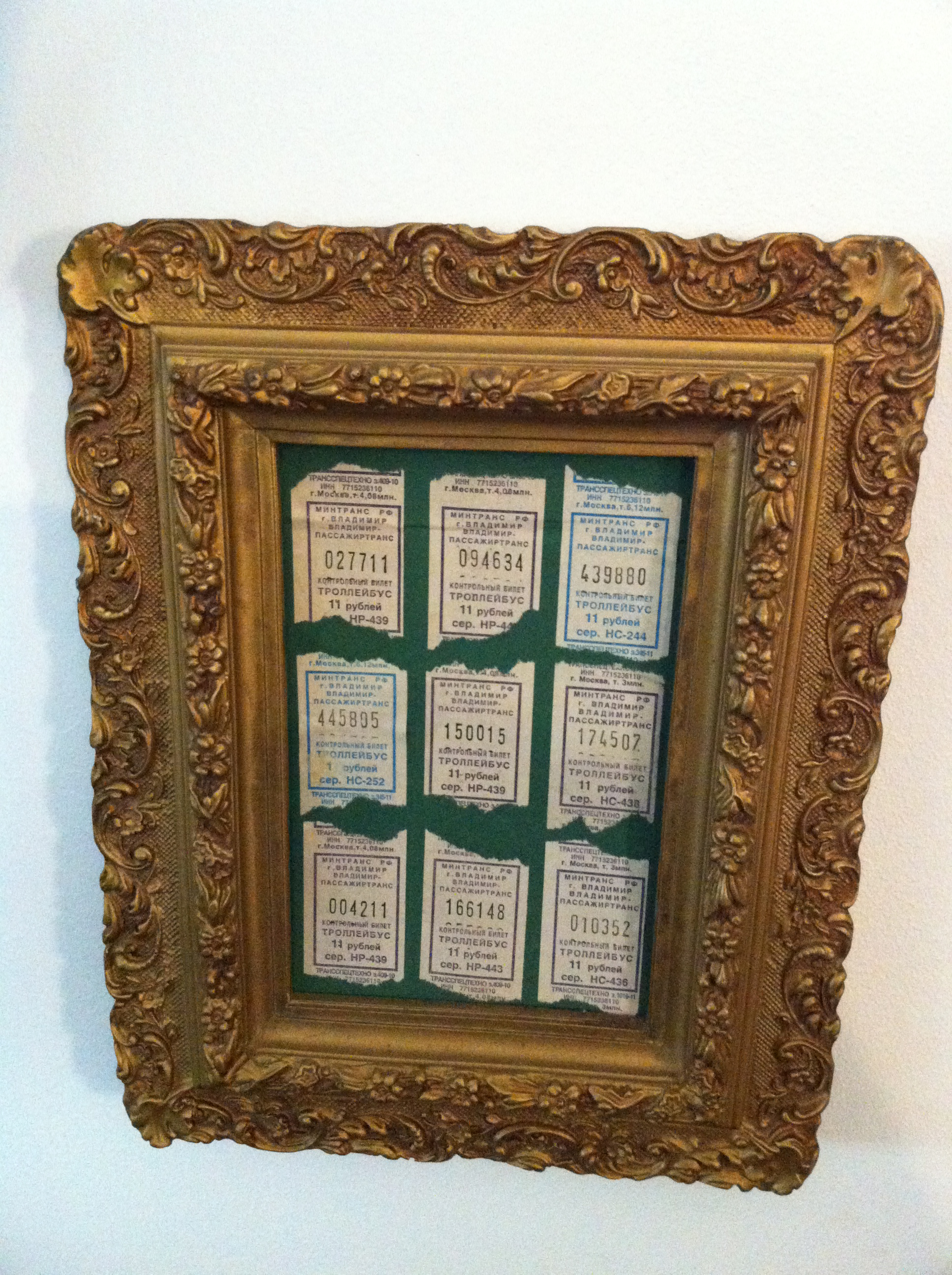
Счастливые билеты на владимирский троллейбус
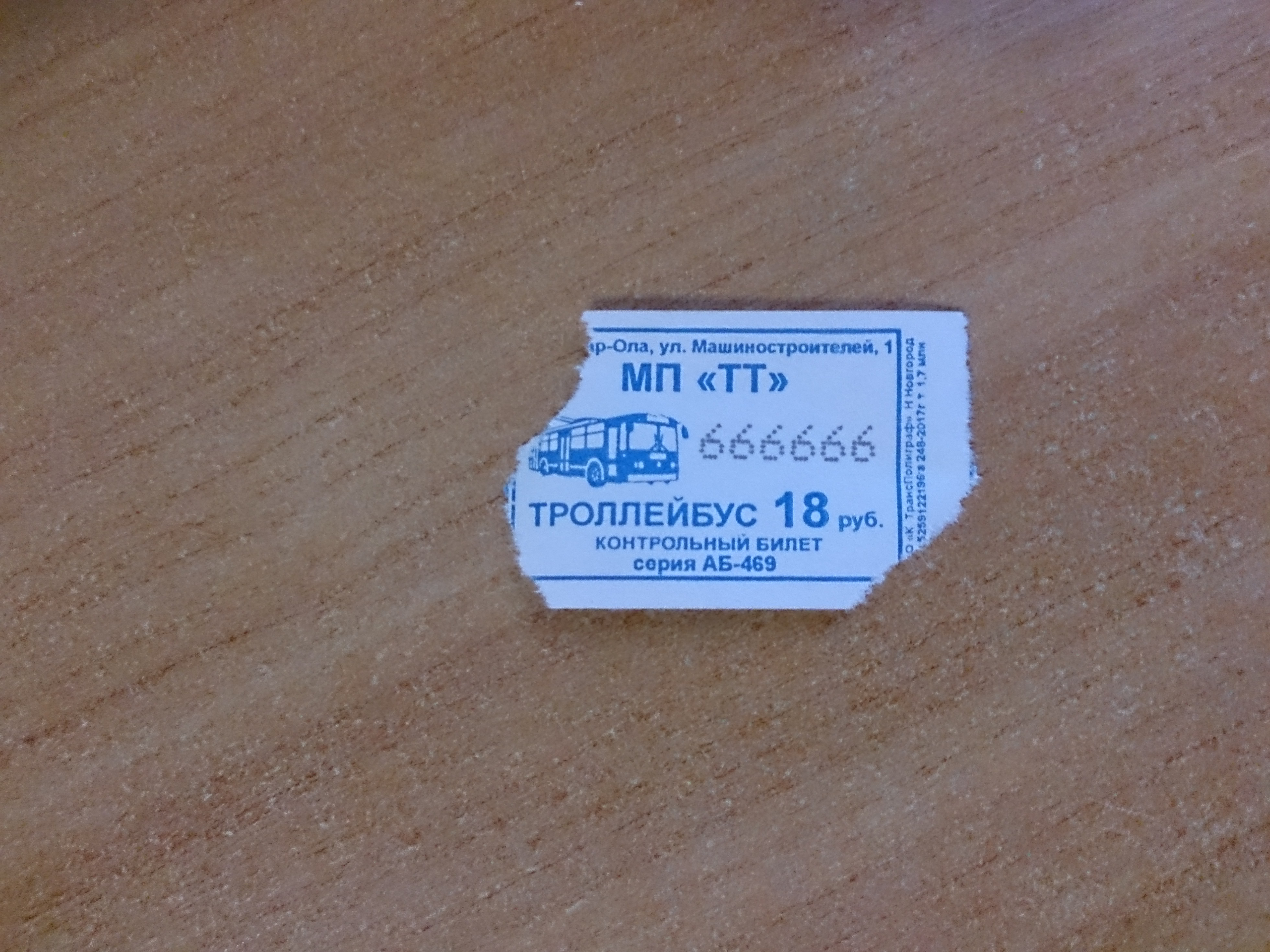
Редкое сочетание цифр. Йошкар-Ола. 2017 год
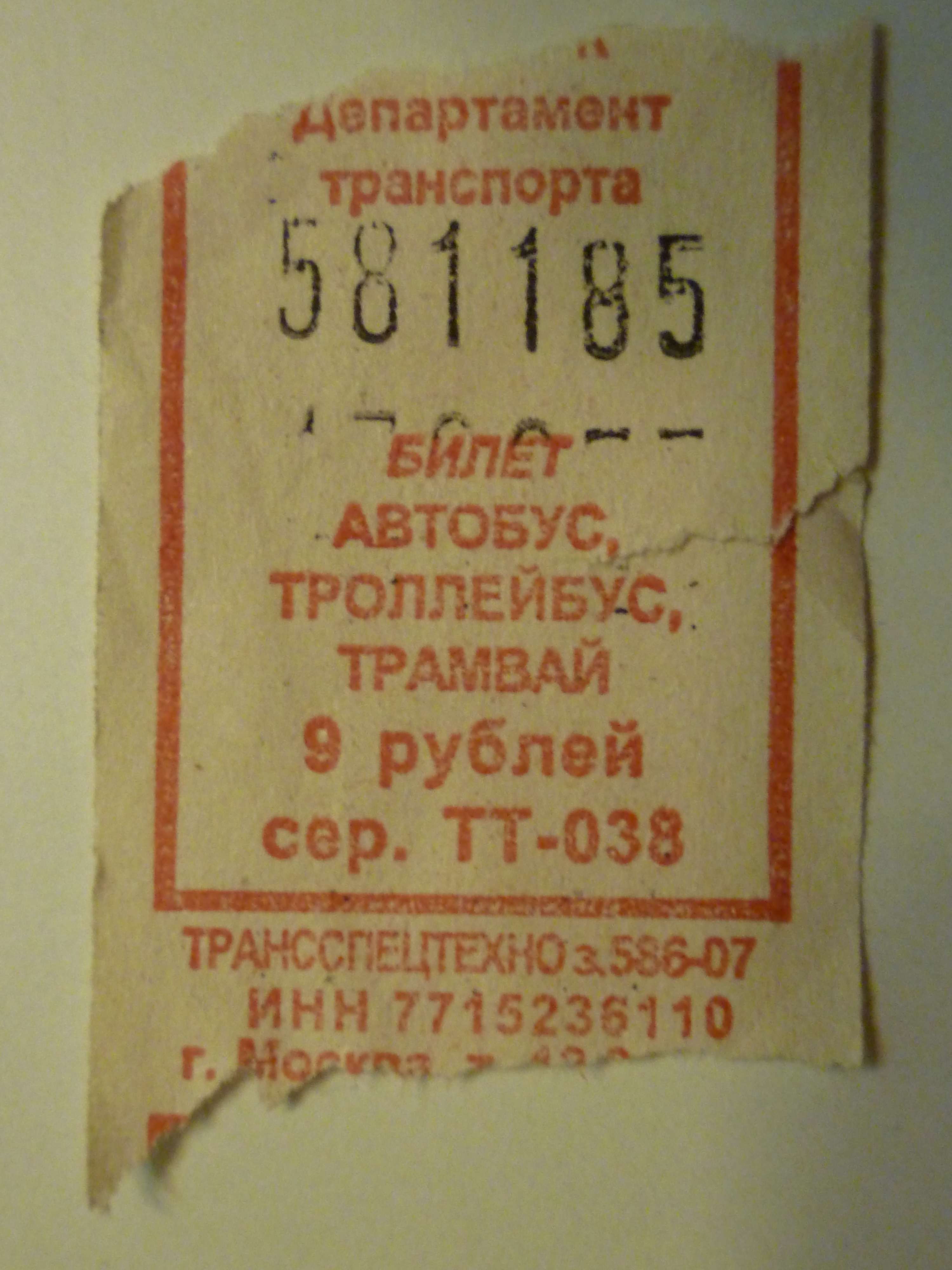
«Зеркальный» счастливый проездной билет, Омск

## Региональные особенности
«Счастливость» билета можно определить несколькими методами. Наибольшее распространение получили три из них:
- Московский — если на автобусном билете напечатано шестизначное число, и сумма первых трёх цифр равна сумме последних трёх, то этот билет считается счастливым.
- Ленинградский, или Питерский (менее распространённый) — если сумма цифр, стоящих на чётных местах билета, равна сумме цифр, стоящих на нечётных местах билета, то билет считается счастливым (в Санкт-Петербурге, напротив, именно этот способ называют «московским»). Другой вариант — суммы каждой из трёх пар цифр (первой и второй цифры, третьей и четвёртой, пятой и шестой) равны. Например, 120330.

Утверждается также, что метод подсчёта сумм первых и вторых троек чисел москвичи называют «московским», а ленинградцы — «ленинградским», причём и те, и другие приписывают метод подсчёта сумм на чётных и нечётных позициях другому городу.
Некоторые люди считают билет счастливым, если сумма его цифр является квадратом. Количество таких билетов с шестизначными номерами равно 99153.

## Явные формулы
Точное количество счастливых билетов, определяемых как равенство сумм заданных трёх цифр сумме трёх остальных (Московская и Ленинградская системы) можно посчитать по формуле:
{\displaystyle C_{6,10}={\frac {1}{\pi }}\int \limits _{0}^{\pi }\left({\frac {\sin 10x}{\sin {x}}}\right)^{6}dx,}
которая является частным случаем более общей формулы для нахождения количества 2n-значных счастливых билетов в m-ричной системе счисления (в обычных счастливых билетах используется десятичная система счисления с m=10):
{\displaystyle C_{2n,m}={\frac {1}{\pi }}\int \limits _{0}^{\pi }\left({\frac {\sin mx}{\sin {x}}}\right)^{2n}dx.}

## Распределение билетов
В московском и ленинградском методах в среднем один из восемнадцати билетов является счастливым. Однако билеты распределены неравномерно, и вероятность встретить счастливый билет сильно зависит от первых его цифр. Всего существует 55252 варианта билета, поэтому средняя вероятность его выпадения равна 
0,055252 (5,5252%).
Ниже представлено количество счастливых билетов в каждой тысяче.

Значения цветов